# A filmstúdió fantomja
A filmstúdió fantomja (Hollywood Babylon) az Odaát című televíziós sorozat második évadjának tizennyolcadik epizódja.

## Cselekmény
Dean és Sam Los Angelesbe folytatják útjukat, ahol az egyik horrorfilm forgatása során az egyik ott dolgozó férfi szörnyű körülmények között meghalt -ugyanabban a stúdióban, melyben az elmúlt 80 évben 4 haláleset is volt.
A fivérek segédmunkásnak adják ki magukat a helyszínen, és rövid idő alatt rájönnek, hogy az egész haláleset egy nagy átverés volt, amit a stáb néhány embere tervelt ki a média és munkatársaik megtréfálására.
Csakhogy a film további forgatása során a stúdió vezetője, Brad Redding egy kötéllel a nyakán, holttan zuhan be a díszletek közé, melyet a kamerák is rögzítenek.
Winchesterék így mégsem mennek el, nyomozni kezdenek az ügyben. Miután megvizsgálták a haláleset során történt mikrofonbéli zavart, megszerzik a halálesetet rögzítő szalagot is, amelyen észreveszik, hogy egy rövid pillanatra a háttérben feltűnik egy nő szelleme.
Később Sam rájön, hogy ez a nő a 30'-as évek egyik sztárja volt, Elise Drummond, akit annak idején elcsábított egy producer, majd pénz nélkül elhagyta, amiért a nő az egyik stúdióban öngyilkos lett, felakasztotta magát.
A fivérek ugyan megkeresik Elise sírját és felgyújtják a maradványait, ennek ellenére éjszaka újabb haláleset történik: a horrorfilm producerét, Jay Wiley-t beszívja és feldarabolja egy hatalmas ventilátor.
Dean és Sam megtudják, hogy régen a stúdió egyik villanyszerelője ugyanígy halt meg, ám holttestét hiába keresnék, mivel azt annak idején elhamvasztották. Mikor azonban megnézik az eddig felvett jeleneteket, rájönnek, hogy az egyikben valódi szellemidézéshez használt szavakat használnak, így valószínűleg emiatt történnek a gyilkosságok.
A fiúk kiderítik, hogy a háttérben az egyik segédként dolgozó srác, Walter áll, aki bosszút áll a készítőkön, amiért azok tönkretették az általa írt forgatókönyvet, kivágtak belőle rengeteg dolgot.
Mikor Walter a szellemei segítségével megpróbálja megölni főnökét, Martint, a fivérek közbelépnek, és felveszik a harcot a kísértetekkel -melyeket néha csak kamerájuk lát. Végül Walter megsemmisíti a szellemek megidézéséhez szükséges medált, ezzel azonban elveszíti uralmát fölöttük, így azok megölik.
A történtek után Martin teljesen megváltoztatja filmje forgatókönyvét, Winchesterék pedig tovább indulnak, előtte azonban Dean lefekszik álmai színésznőjével, Tara Benchley-vel…

## Természetfeletti lények

### Szellemek
A szellem egy olyan elhunyt ember lelke, ki különös halált halt, és lelke azóta az élők közt kísért, általában egy olyan helyen, mely fontos volt az illetőnek földi életében. Szellemekből sok van: kopogószellem, bosszúálló szellem, vagy olyan szellem, mely figyelmezteti az embereket egy közelgő veszélyre.

## Időpontok és helyszínek
- 2007 tavasza – Los Angeles, Kalifornia

## Zenék
- Herb Alpert & The Tijuana Brass – Green Peppers
- Frank Sinatra – I've Got the World on a String